# Đinh Văn K'Rể
Đinh Văn K'Rể hay K'Rể (20 tháng 12 năm 2009 – 9 tháng 11 năm 2020) là một cậu bé mắc hội chứng Seckel gây ra bởi mối quan hệ cận huyết. Cậu được cho là học sinh tí hon nhất Việt Nam và cũng là cậu bé tí hon nhất tại nước này.

## Cuộc đời
Đinh Văn K'Rể sinh năm 2009. Cậu là con thứ của hai vợ chồng có cha mẹ chung huyết thống là Đinh Văn An và Đinh Thị Pia tại thôn Gò Da, xã Sơn Ba, huyện Sơn Hà, tỉnh Quảng Ngãi. Khi chào đời, K'Rể chỉ dài khoảng một gang tay. Năm năm tuổi, cậu cao 50 cm và nặng 3 kg, chỉ biết cười, khóc, đi đứng hay bị ngã. Vì thế, mỗi ngày cậu đều được gia đình địu cùng lên rẫy. Theo lời ông An, lúc mới sinh, K'Rể chỉ bé bằng con chuột. Do nghĩ rằng đó là một "điềm xấu", nhiều người trong làng đã yêu cầu vợ chồng ông đem cậu ra bìa rừng chôn, nhưng hai người này đã thuyết phục được dân làng nhằm tránh khỏi điều đó. Tháng 2 năm 2014, gia đình đưa K'Rể đến khoa nhi Bệnh viện Đa khoa Quảng Ngãi khám sức khỏe. Theo Nguyễn Tấn Phụ, Trưởng Khoa Nhi, nguyên nhân cậu có vóc dáng như vậy có thể là do rối loạn nhiễm sắc thể hoặc thiếu hóc môn tăng trưởng tuyến yên. Cậu cũng được chẩn đoán mắc hội chứng Seckel, một căn bệnh hiếm gặp, gây ra bởi gene lặn trên nhiễm sắc thể số 3 và số 18. Bệnh viện cũng chuyển hồ sơ của K'Rể đến Bệnh viện Y Dược Thành phố Hồ Chí Minh nhằm phân tích bệnh.
Ngày 29 tháng 9 năm 2015, Đinh Văn K'Rể được bố mẹ đưa đến học tại trường Tiểu học Sơn Ba, huyện Sơn Hà. Cậu hoà nhập rất nhanh với thầy cô và bạn bè trong trường. Qua kiểm tra ban đầu, K'Rể được đánh giá có khả năng học tập tốt. Hiệu trưởng nhà trường là Đặng Văn Cương muốn đưa cậu xuống ở nội trú tại trường vì ông hiểu rõ hoàn cảnh của cậu qua cuộc gặp gỡ hai năm trước đó. K'Rể chính thức chuyển đến sống cùng ông từ thời điểm đó. Trong phòng mình, ông sắp xếp một chiếc giường nhỏ, một giá quần áo và một chỗ để cặp sách dành riêng cho cậu. Cuối năm 2016, Cương đưa K'Rể ra Hà Nội cùng dự lễ vinh danh của ngành giáo dục. Trong thời gian này, cậu được các bác sĩ chính thức xác nhận là mắc hội chứng Seckel. Cũng trong chuyến đi này, K'Rể được Phó Chủ tịch nước Đặng Thị Ngọc Thịnh trao tặng số tiền 24 triệu đồng. Số tiền này sau đó được thầy Cương dùng để mở sổ tiết kiệm cho cậu, sau đó giao cho bố của K'Rể giữ. Đầu năm 2018, cậu được Bộ trưởng Bộ Giáo dục Phùng Xuân Nhạ đến thăm. Mặc dù phải ngồi lại lớp ba năm do khả năng giao tiếp hạn chế, K'Rể vẫn hiểu được những điều mọi người nói. Cậu thường đáp lời bằng cách ra kí hiệu. Bên cạnh đó, cậu còn có thể tự xúc cơm, tự cởi dép, đi đến lớp học và trèo lên ghế ngồi. Sang năm 2019. chiều cao của K'Rể tăng thêm 1 cm và cân nặng là 4 kg, tăng 0,6 kg so với lúc mới đến trường. Sau khi ông Cương chuyển công tác, cậu được một thầy giáo khác nuôi nấng hộ.
Đinh Văn K'Rể qua đời ngày 9 tháng 11 năm 2020 sau bốn ngày nằm viện do đột quỵ. Thông qua thầy Đặng Văn Cương, Bộ trưởng Phùng Xuân Nhạ đã gửi lời chia buồn đến gia đình cậu sau đó.

## Vinh danh
Đinh Văn K'Rể và Đặng Văn Cương được lựa chọn vào danh sách mười nhân vật truyền cảm hứng của WeChoice Awards 2018.

## Chương trình truyền hình
- Tháng 12 năm 2018: WeChoice chủ đề "Mặt trời ẩn trong tim"[30]
- Tháng 6 năm 2019: Người bí ẩn tập 4[31]
- Tháng 9 năm 2019: VTV Đặc biệt: Chuyện cổ tích trong đời thực của cậu bé tí hon K'Rể[32]